# Guillaume Berbinau
Guillaume Berbinau, né le 15 juin 1974 à Hagetmau est un entrepreneur français établi à Orthez, en Béarn. 
Il est directeur général de l'entreprise Octime créée en 2012 et spécialisée dans la gestion du temps de travail, dont le chiffre d'affaires s'élève à 24 millions d'euros.
Guillaume Berbinau est également président de l'Élan béarnais, un club de basket-ball professionnel français.

## Biographie

### Carrière

#### Enfance
Guillaume Berbinau, élevé à Paris, est immergé dès son plus jeune âge dans le monde de l'entrepreneuriat. Sa famille a une forte tradition entrepreneuriale, avec un grand-père ingénieur qui dirigeait une filiale du Groupe Schneider en Belgique et un père ingénieur agronome avec un MBA de l'INSEAD, qui était également à la tête de sociétés importantes. Les discussions du dimanche midi chez lui tournaient souvent autour des sujets liés à l'entreprise et au management, ce qui a naturellement suscité chez lui un désir de se lancer dans ce domaine.
Berbinau est amené à déménager à plusieurs reprises, car ses parents se dirigent successivement à Madagascar, Casablanca, Paris, Lyon, puis Bordeaux.

#### Début de carrière
À l'âge adulte, Guillaume Berbinau poursuit des études d'ingénierie à Paris. Son premier stage a lieu au sein du groupe Bouygues, puis il rejoint le Groupe TF1 où il occupe divers postes, notamment dans la conception multimédia, la gestion de sites de commerce électronique et de vidéos à la demande, ainsi que le marketing viral.

#### Octime
À l'âge de 33 ans, Guillaume Berbinau cherche une entreprise à acquérir, ciblant le Sud-Ouest de la France. En mars 2008, il acquiert Octime, une entreprise basée à Sauveterre-de-Béarn. Il s'installe avec sa femme à Orthez.
Au moment de l'acquisition, Octime comptait environ quarante employés et réalisait un chiffre d'affaires de 4,2 millions d'euros. Aujourd'hui[Quand ?], l'entreprise regroupe 215 personnes et génère un chiffre d'affaires de 24 millions d'euros. En 2015, elle est devenue une entreprise internationale grâce à l'acquisition du groupe espagnol Spec. Octime dispose de filiales au Portugal, en Espagne et en Argentine, ainsi que d'agences à Bordeaux, Lyon et Paris. Elle se spécialise dans l'édition de logiciels, notamment dans le domaine des ressources humaines et de la gestion du temps de travail.
En novembre 2016, Octime a quitté Sauveterre-de-Béarn pour s'installer dans un nouveau bâtiment situé à Biron, un emplacement situé à proximité de l'autoroute A64 et de la Gare d'Orthez, le long de l'axe Bayonne-Pau-Toulouse.
Parallèlement à sa carrière professionnelle, Guillaume Berbinau a toujours manifesté un vif intérêt pour le sport. Il a été président du club de tennis de sa ville, Orthez, avant d'assumer la présidence de l'Élan béarnais en 2023.

## Présidence de l'Élan béarnais
En septembre 2023, Guillaume Berbinau est élu désigné président de l'Élan béarnais dont il vient d'acquérir la majorité des parts. Le club de basket-ball béarnais évolue alors en Pro B, la deuxième division du basket-ball français. Berbinau a acquis 72 % des parts du club à la société Eat4Good, succédant ainsi à Sébastien Ménard, qui avait succédé aux Américains de Counterpointe Sports Group. Le choix de Guillaume Berbinau, validé par le maire de Pau François Bayrou, en tant que président a été motivé par sa passion pour le sport et son engagement envers la région du Béarn, où il réside depuis plus de quinze ans.
Dans une lettre ouverte adressée aux supporters de l'Élan béarnais, Guillaume Berbinau exprime sa volonté de restaurer la gloire du club tout en œuvrant à sa stabilité financière et en maintenant des ambitions sportives élevées. Il souligne également son désir de renforcer les liens avec la communauté locale et de s'engager dans la durée pour le développement du club.

## Reconnaissance et récompenses
En 2022, Guillaume Berbinau est distingué en tant qu'« Entrepreneur de l'année du Béarn et de la Soule »,.